# استکهلم (فیلم)
استکهلم (انگلیسی: Stockholm) یک فیلم درام اسپانیایی است که در سال ۲۰۱۳ منتشر شد.